# Vicolungo
Vicolungo (Vich Longh in piemontese) è un comune italiano di 858 abitanti della provincia di Novara in Piemonte.
Situato vicino allo svincolo autostradale "Biandrate-Vicolungo" della Autostrada A4, vi ha sede il principale outlet della provincia di Novara ed il parco acquatico Ondaland.

## Storia
Da Vicolungo, in epoca romana, passava la via delle Gallie, strada romana consolare fatta costruire da Augusto per collegare la Pianura Padana con la Gallia.

## Monumenti e luoghi d'interesse

### Architetture civili
- Castello Sforzesco

- Tenuta Torre di Gargarengo - In località Gargarengo, a sinistra della roggia Busca[5].

## Società

### Evoluzione demografica
Abitanti censiti

## Infrastrutture e trasporti
Fra il 1884 e il 1933 la località era servita da una fermata della tranvia Vercelli-Biandrate-Fara.

## Amministrazione
Di seguito è presentata una tabella relativa alle amministrazioni che si sono succedute in questo comune.
| Periodo        | Periodo        | Primo cittadino          | Partito                            | Carica  | Note  |
| -------------- | -------------- | ------------------------ | ---------------------------------- | ------- | ----- |
| 19 giugno 1985 | 7 giugno 1990  | Gian Pasquale Castellani | Democrazia Cristiana               | Sindaco | [ 7 ] |
| 7 giugno 1990  | 24 aprile 1995 | Aldo Faitelli            | Democrazia Cristiana               | Sindaco | [ 7 ] |
| 24 aprile 1995 | 14 giugno 1999 | Marzia Vicenzi           | lista civica Vicolungo in Crescita | Sindaco | [ 7 ] |
| 14 giugno 1999 | 14 giugno 2004 | Marzia Vicenzi           | lista civica Vicolungo in Crescita | Sindaco | [ 7 ] |
| 14 giugno 2004 | 8 giugno 2009  | Giuseppe Salvo           | lista civica Vicolungo in Crescita | Sindaco | [ 7 ] |
| 8 giugno 2009  | 26 maggio 2014 | Marzia Vicenzi           | lista civica Vicolungo in Crescita | Sindaco | [ 7 ] |
| 26 maggio 2014 | in carica      | Marzia Vicenzi           | lista civica Vicolungo in crescita | Sindaco | [ 7 ] |

## Galleria d'immagini

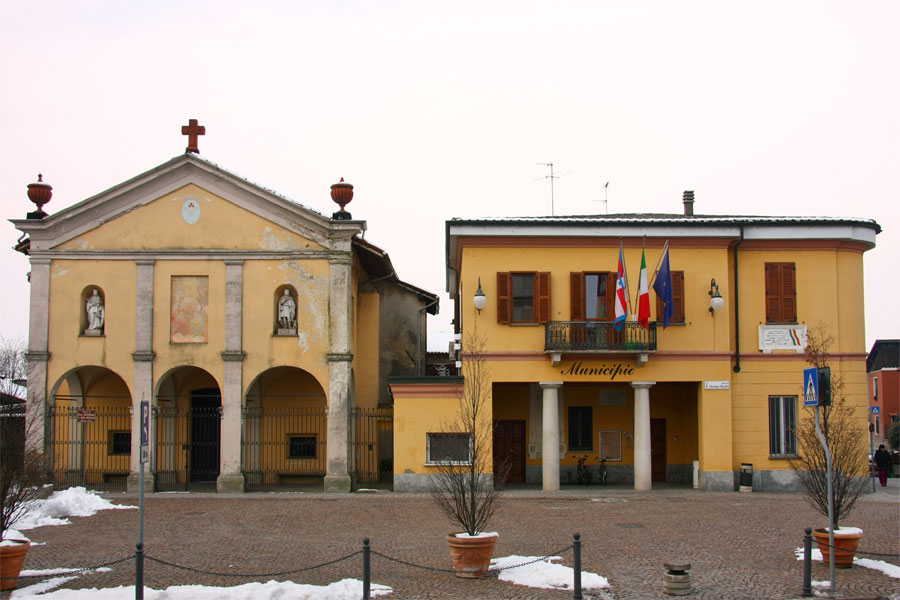
Municipio
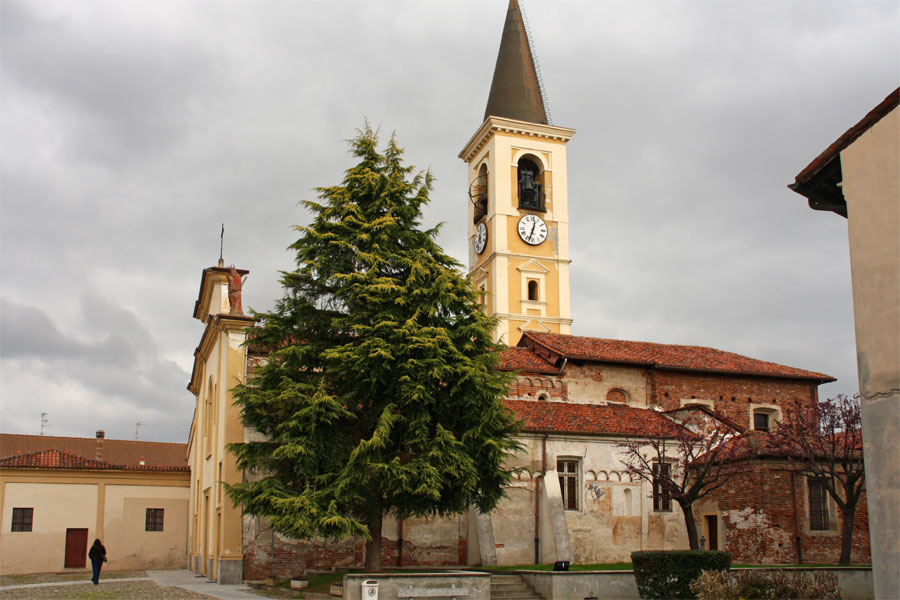
Chiesa parrocchiale di San Giorgio
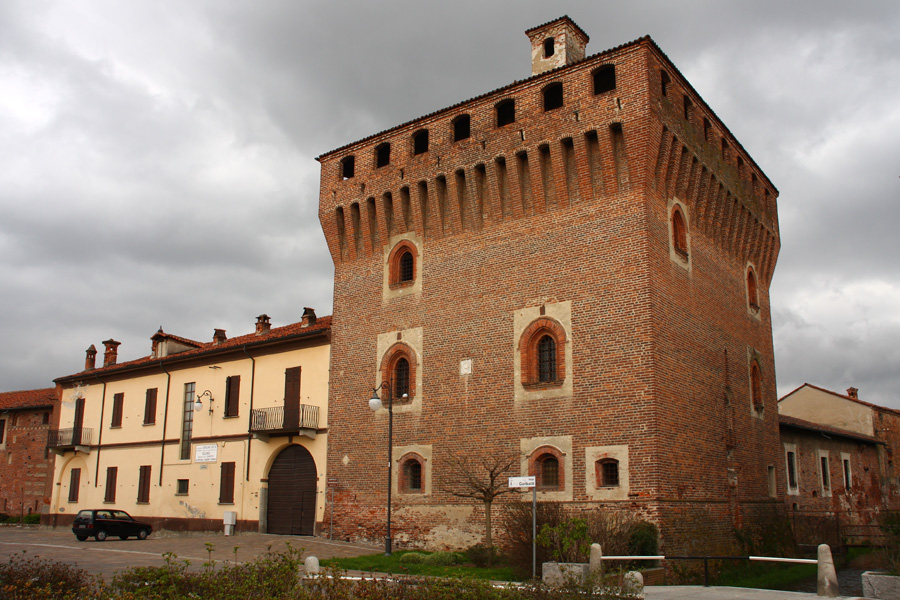
Il castello sforzesco